# Puffinus nativitatis
La fardela de Pascua (Puffinus nativitatis), también conocida como pardela de la Christmas y pardela de Navidad es un ave del género Puffinus ampliamente distribuido por numerosos archipiélagos del océano Pacífico: isla Salas y Gómez, isla de Pascua, Tuamotu, Hawái, etc., incluso puede llegar a avistarse en las costas mexicanas y guatemaltecas.